# Cyclops varicans
Cyclops varicans är en kräftdjursart som beskrevs av Georg Ossian Sars 1863. Cyclops varicans ingår i släktet Cyclops och familjen Cyclopidae.

## Underarter
Arten delas in i följande underarter:
- C. v. rubellus
- C. v. varicans